# Eclectik
Eclectik était une émission de radio produite par Rebecca Manzoni, diffusée sur France Inter de 2004 à 2014.

## Présentation
De 2004 à 2006, l'émission est quotidienne, diffusée du lundi au vendredi, de 9 h à 10 h ; parfois présentée par Laurence Garcia. Tous les vendredis, l'émission reçoit des chroniqueurs étrangers venant présenter leur point de vue sur l'actualité.
À la rentrée 2006, l'émission devient hebdomadaire, diffusée le samedi matin. Dans un premier temps, la participation des chroniqueurs étrangers (africains, américains, européens) est maintenue. L'émission se consacre ensuite à un invité unique, pour un entretien d'une heure éventuellement enregistré au domicile de l'invité, durant un voyage en train, etc.
- Production et animation : Rebecca Manzoni
- Réalisation : Yann Chouquet
- Intervenants réguliers : Charles Dantzig, Thomas Chauvineau, Guillaume Erner, Joy Sorman, etc.